# 格莱奇
格莱奇（德語：Gletsch，德語發音：[ˈɡlɛtʃ]）是瑞士瓦莱州上戈姆斯的一个小村庄，位于罗讷冰川下方海拔1,759米处。